# Шерстин
Шерстин (бел. Шарсцін) — агрогородок в Ветковском районе Гомельской области Белоруссии. Входит в состав Приснянского сельсовета.

## Административное устройство
До 9 апреля 2023 года входил в состав и являлся административным центром Шерстинского сельсовета.

## География

### Расположение
В 18 км на северо-запад от Ветки, 15 км от железнодорожной станции Костюковка (на линии Жлобин — Гомель), 25 км от Гомеля.

### Гидрография
На севере пойма реки Сож и озеро Кривое.

## Транспортная сеть
Транспортные связи по просёлочной, затем автомобильной дороге Даниловичи — Ветка. Планировка состоит из длинной прямолинейной улицы почти широтной ориентации, к центру которой с юга присоединяется короткая прямолинейная улица. Застройка преимущественно деревянная усадебного типа.

## История
Выявленные археологами городища VII—III веков до н. э. (1 км на северо-запад от деревни, в урочище Городище), поселение культуры верхнего слоя Банцеровщины — VI—VIII века н. э. и эпохи Киевской Руси (0,4 км на северо-запад от деревни), поселение раннего железного века (0,5 км на север от западной окраины), поселение раннего железного века и эпохи Киевской Руси (на северо-восточной окраине) и поселение эпохи неолита (0,3 км на восток от деревни) свидетельствуют о заселении здешних мест с давних времён.
По письменным источникам известна с XV века как селение в Речицком повете Минского воеводства Великого княжества Литовского. В 1471 году деревня во владении Ю. Дранищи. В 1560 году принадлежала ротмистру Гомельского замка К. Ленскому, на большаке Рогачёв — Гомель. В 1640-х годах обозначена в инвентаре Гомельского староства. В 1752 году упомянута в актах Главного Виленского трибунала.
После 1-го раздела Речи Посполитой (1772 год) в составе Российской империи. В статистическом описания Могилёвской губернии. В 1784 году получила статус местечка. В 1785 году во владении помещика Дерноловича. В 1797 году открыто предприятие по изготовлению стеклянной посуды. В 1848 году местечко Шерстин, 3 фольварки и 2 деревни с общим размером земельных угодий в 7470 десятин составляли поместье графа И. Е. Мелинга. В 1860 году действовала православная Рождества Богородицы деревянная церковь (в 1865 году ремонтировалась). В 1881 году действовали хлебозапасный магазин и народное училище (в 1889 году 33 ученики). Согласно переписи 1897 года располагалась в Речковской волости Гомельского уезда Могилёвской губернии; в местечке — школа, пристань, кирпичный завод, 6 лавок, трактир, в селе — церковь, народное училище, хлебозапасный магазин, 2 ветряные мельницы, круподробилка, 3 кузницы и в фольварке — часовня, ветряная мельница, кузница. В 1899 году начал работать винокуренный завод. В деревенской школе в 1907 году училось 70 учеников. 23 августа 1911 года сгорели 67 дворов, 36 гумен, казённая винная лавка и 2 ребёнка. В 1911 году открыто почтовое отделение.
В 1926 году работали отделение связи, изба-читальня, начальная школа, отделение потребительской кооперации, лечебный пункт. С 8 декабря 1926 года центр Шерстинского сельсовета Ветковского, с 25 декабря 1962 года Гомельского, с 6 января 1965 года Ветковского районов Гомельского округа (до 26 июля 1930 года), с 20 февраля 1938 года Гомельской области. В 1929 году организован колхоз, работали 4 ветряные мельницы, 2 кузницы, столярная и шорная мастерские. В 1929 году организован колхоз. В 1930 году начал работать кирпичный завод. Во время Великой Отечественной войны оккупанты в октябре 1943 года сожгли 281 двор, убили 17 жителей. В бою около деревни 4 ноября 1943 года отличился наводчик орудия В. И. Еронько, удостоенный звания Героя Советского Союза). Освобождена 15 ноября 1943 года. В 1959 году центр колхоза «Октябрь». Размещались: сепаратарнае отделение Ветковского молочного завода, 9-летняя школа, Дом культуры, библиотека, фельдшерско-акушерский пункт, отделение связи, магазин.
В состав Шерстинского сельсовета до 1945 года входили посёлки Луч Солнца, до 1987 года Ильич.

## Население

### Численность
- 2004 год — 230 хозяйств, 528 жителей.

### Динамика
- 1845 год — 85 дворов.
- 1860 год — 85 дворов, 896 жителей.
- 1881 год — 180 дворов.
- 1897 год — местечко — 15 дворов, 118 жителей; село — 192 двора, 1149 жителей; в фольварке — 6 дворов, 34 жителя (согласно переписи).
- 1909 год — 215 дворов
- 1926 год — 285 дворов, 1460 жителей.
- 1940 год — 293 двора.
- 1959 год — 1240 жителей (согласно переписи).
- 2004 год — 230 хозяйств, 528 жителей.

## Культура
- Музейная комната ГУО "Шерстинская базовая школа"

## Достопримечательность
- Поселение и грунтовый могильник периода неолита, бронзового и железного веков (5-е – 1-е тыс. до н. э., 1-е тыс. н. э.) —  Историко-культурная ценность Республики Беларусь, шифр 313В000163.
- Поселение и грунтовый могильник периода неолита, бронзового и железного веков (5-е тыс. до н. э. – 1-е тыс. н. э.) —  Историко-культурная ценность Республики Беларусь, шифр 313В000164.
- Поселение периода неолита и бронзового века (5-е – 1-е тыс. до н. э.) —  Историко-культурная ценность Республики Беларусь, шифр 313В000165.
- Городище периода раннего железного века (1-е тыс. до н. э.), 1 км от агрогородка, урочище Городище —  Историко-культурная ценность Республики Беларусь, шифр 313В000195.
- Городище периода раннего железного века (1-е тыс. до н. э. – 1-е тыс. н. э.), 2,5 км от агрогородка, урочище Борок или Хомкин Рог —  Историко-культурная ценность Республики Беларусь, шифр 313В000196.
- Поселение (первая половина 1-го тыс. н. э., XII–XIII вв.), 0,4 км от агрогородка, урочище Борок —  Историко-культурная ценность Республики Беларусь, шифр 313В000197.
- Поселение (первая половина 1-го тыс. н. э.), 0,3 км от агрогородка —  Историко-культурная ценность Республики Беларусь, шифр 313В000198.
- Усадебно-парковый комплекс (XIX в.).
- Братская могила (588 воинов Советской Армии), 1943 г. —  Историко-культурная ценность Республики Беларусь, шифр 313Д000199.
- Братская могила (388 воинов Советской Армии), 1943 г. —  Историко-культурная ценность Республики Беларусь, шифр 313Д000200.

### Памятник, скульптура
- Памятник землякам, погибшим в Великой Отечественной войне.

### Утраченное наследие
- Часовня Рождения Пресвятой Богородицы.

## Известные лица
- Я. К. Минин — Герой Советского Союза.